# West-Eskamppolder
De West-Eskamppolder was een polder en gelijknamig waterschap in de gemeenten Loosduinen en Den Haag, in de Nederlandse provincie Zuid-Holland.
Het waterschap was verantwoordelijk voor de drooglegging en de waterhuishouding in de polder.
De polder grensde in het oosten aan de Oost-Eskamppolder, in het zuiden aan de Wippolder en in het westen aan de Uithofspolder en het Zwarte Poldertje.